# Chlorophorus masatakai
Chlorophorus masatakai är en skalbaggsart som beskrevs av Tatsuya Niisato och Karube 2006. Chlorophorus masatakai ingår i släktet Chlorophorus och familjen långhorningar. Inga underarter finns listade i Catalogue of Life.